# Prince of Persia: The Forgotten Sands
Prince of Persia: The Forgotten Sands je jedním z dílů počítačové série Prince of Persia. Příběh tohoto dílu se odehrává mezi díly The Sands of Time a Warrior Within. Vydána byla v roce 2010.

## Příběh
Princ procestoval Persii aby navštívil svého bratra Malika, který se ujal vlády nad podrobeným královstvím na samém konci říše jejich otce. Podle přání otce má princ svého bratra naučit jak vládnout. Ale když princ dorazí do bratrova království, je ohroženo mnohem mocnějšími nepřáteli. Malik vypustí legendární magickou armádu. Doufá že tak nepřátele zastaví, ale namísto toho se armáda obrátí proti němu, promění jeho ostatní poddané v sochy a stvoří bouři. Princ je od svého bratra oddělen, ale najde pomoc u Razie, královny džinů, která pamatuje stvoření armády a ví jak jí zastavit. S její pomocí musí princ zachránit království, než jej pohřbí písek.

## Postavy
- Princ – je zkušený a legendární bojovník. Je velmi sarkastický a rád komentuje situace do kterých se sám dostává, i když kolem není nikdo, kdo by ho slyšel.
- Princ Malik – je starší bratr prince. V mládí jej zaučoval a dělal mu učitele. Nyní si užívají vzájemného pošťuchovaní. Malik je dobrý vůdce, ale je tvrdohlavý.
- Královna Razia – je královnou jednoho z kmenu džinů. Žije ve městě po staletí, její magie chrání vodu která vytváří oázu. Razia je vznešená a pyšná, neptá se, rozkazuje.
- Ratash – Za času krále Šalamouna byl Ratash vznešeným ifritským lordem. Vzepřel se proti paktu mezi džiny a lidmi. Použil magii aby vypustil armádu z pouštních písků, ta se rychle vymkla kontrole. Král Šalamoun a vůdce džinu tehdy Ratashe uvěznili i s jeho armádou. Nyní, když uprchl, zaútočil znovu.